# Hermann Schulze (Politiker, 1870)
Hermann Schulze (* 3. Mai 1870 in Luckau; † 3. Oktober 1962 in Bremen) war ein deutscher Tischler und Bremer Politiker (SPD).

## Leben
Schulze besuchte die Volksschule und erlernte den Beruf eines Tischlers.
Er wurde Mitglied der SPD und der Gewerkschaft. Von 1919 bis 1922 war er in der USPD. Von 1920 bis 1933 war er als Gewerkschaftssekretär im ADGB-Ortsausschuß Bremen aktiv. Ab 1927 war er Vorsitzender des freigewerkschaftlichen Jugendkartells und des SPD-Bildungsausschusses in Bremen.
Nach dem Ersten Weltkrieg war er 1919/1920 Mitglied in der verfassunggebenden Bremer Nationalversammlung und von 1920 bis 1933 Mitglied der Bremischen Bürgerschaft.